# Pulverblixt

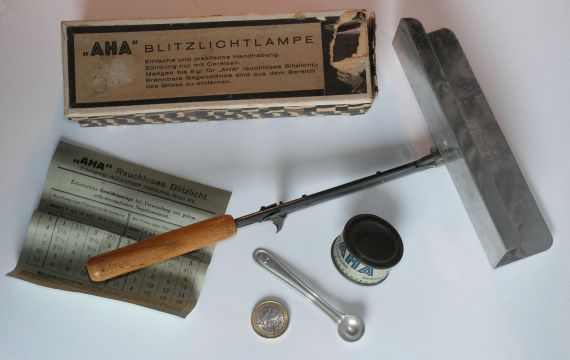

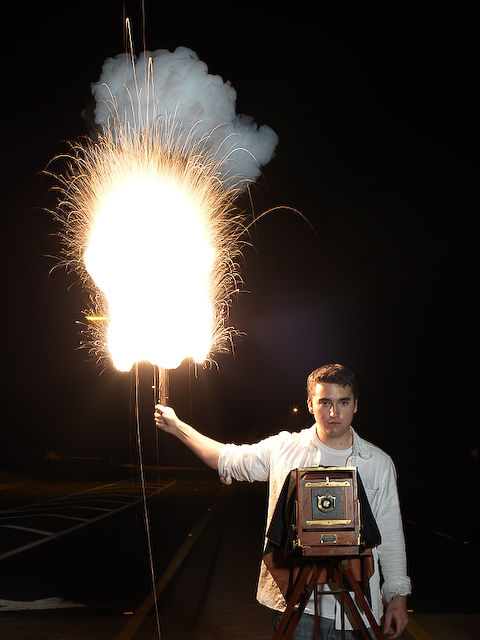
Pulverblixt av märket Victor från 1909.

Pulverblixt var en blixt som användes vid fotografering tills blixtlamporna kom. En med handtag försedd ränna hölls högt bredvid kameran. Rännan laddades med ett magnesiumhaltigt blixtljuspulver. När pulvret antändes uppstod ett blixtliknande ljussken som lyste upp motivet. Pulvret kunde antändas med stubin eller en elektrisk anordning, men metoden var riskfylld med tanke på brandrisken.